# Janusz Kubrakiewicz
Janusz Kubrakiewicz (ur. 17 marca 1957 we Wrocławiu, zm. 10 marca 2013 tamże) – polski zoolog, wykładowca Uniwersytetu Wrocławskiego.

## Życiorys
Urodzony 17 marca 1957 r. we Wrocławiu i tam ukończył XI Liceum Ogólnokształcące. W latach 1975–1980 studiował biologię na Uniwersytecie Wrocławskim i obronił pracę dyplomową u prof. Bogusława Kościelskiego. Stopień doktora uzyskał w 1988 r. na podstawie pracy Badania ultrastrukturalne oogenezy u Ophyiulus fallax, której promotorem także był prof. Kościelski. Habilitował się 29 marca 1999 r. na podstawie pracy Struktura i funkcja zespołów komórek płciowych u politroficznych owariolach sieciarek. 14 grudnia 2005 r. otrzymał tytuł profesora.
Pracował na Uniwersytecie Wrocławskim od 1981 r., zajmując się zagadnieniami biologii rozwoju zwierząt, w szczególności oogenezy stawonogów. W swojej karierze pełnił na UWr m.in. funkcje dyrektora Instytutu Zoologicznego i kierownika Zakładu Biologii Rozwoju Zwierząt. Należał do Komisji Morfologii i Embriologii PAU oraz Komisji Mikroskopii Komitetu Genetyki Człowieka i Patologii Molekularnej PAN. Członek redakcji czasopism Folia Biologia, Postępy Biologii Komórki i Zoologica Poloniae.
Zmarł 10 marca 2013 r. we Wrocławiu i został pochowany na cmentarzu św. Rodziny we Wrocławiu.